# بيرسيفال لويل
بيرسيفال لويل (بالإنجليزية: Percival Lowell)‏ مواليد 13 مارس 1855 في بوسطن، ماساتشوستس، الولايات المتحدة - الوفاة 12 نوفمبر 1916 في أريزونا، الولايات المتحدة،

## روابط خارجية
- بيرسيفال لويل على موقع الموسوعة البريطانية (الإنجليزية)
- بيرسيفال لويل على موقع إن إن دي بي (الإنجليزية)